# Lipochaeta succulenta
Il Lipochaeta succulenta (in lingua hawaiana nehe) è una specie di piante floreali appartenente alla famiglia delle Asteraceae, che è endemica alle Hawaii.
La L. succulenta è una pianta perenne, che forma macchie di cespugli da 0,9 a 1,2 m di altezza con fusti molli che si diffondono mettendo radici ai nodi. Le foglie sono di colore verde brillante, succulente e lunghe da 5 a 13 cm. Cresce limitatamente alle zone costiere sotto i 90 m s.l.m. ed è comune sulle zone sabbiose lungo il Nā Pali coast di Kauai.